# Signe Bartel
Signe Bartel (født 22. april 1946, død 30, marts 2022) var en dansk politiker, der var borgmester i Fakse Kommune i to perioder fra henholdsvis 1990 til 1993 samt fra 1998 til 2001, valgt for Socialdemokratiet.
Bartel overtog borgmesterposten efter kommunalvalget i 1989 fra den mangeårige socialdemokratiske borgmester, Jens Berendt, der ikke søgte genvalg. Ved kommunalvalget i 1993 opnåede Socialdemokratiet suverænt flertal i byrådet med 10 ud af 19 mandater, og Signe Bartel kunne derfor uden forhandlinger med øvrige partier fortsætte på borgmesterposten. Imidlertid sprang to af partiets medlemmer med René Tuekær i spidsen til lokallisten Borgerlisten, og efter konstitution med Venstre og Det Konservative Folkeparti blev Tuekær ny borgmester i Fakse Kommune. Ved valget i 1997 lykkedes det Signe Bartel at blive borgmester igen, men tabte endnu engang posten i 2001, ligeledes til René Tuekær.